# 东北平原
东北平原，位于中国东北部大兴安岭、小兴安岭和长白山之间，北起嫩江中游，南至辽东湾，海拔大多低于200米，面积达35万平方公里，是中国面积最大的平原。东北平原土层厚，土地肥沃，耕地广阔，屬於世界三大黑土區其中之一，是中国主要的粮食产区。

## 组成
东北平原包括北部的松嫩平原、南部的辽河平原和东北部的三江平原三部分。其中松嫩平原由松花江、嫩江冲积形成，它与辽河平原由位于长春市附近的侵蚀低丘——松花江、辽河的分水岭隔开，又合称为松辽平原，是东北平原的主体。三江平原原是被称为“北大荒”的沼泽，在被开垦之后成为粮食产区，成为“北大仓”，但是原有湿地面积大量减少。

## 气候
东北平原属于温带季风气候。夏季短、多雨，冬季长、雪少。年均气温5℃，7月平均气温约24℃，1月平均气温约-17℃；年均降水量约520毫米，从东南向西北方向递减。降水量的85%～90%集中于5～10月，雨量的高峰在7～9月。干燥度从东南向西北递增。在汛期，江河两岸和洼地常出现洪涝灾害。生物资源和煤炭资源丰富，适合农林牧副渔业综合发展。

## 土壤
松嫩平原中部和东部的土壤主要是黑土，分布于山前台地和平原阶地上，从北向南呈弧形，而西部主要是黑钙土、草甸土。辽河平原主要分布有草甸土、潮土，沙土在平原西部分布最广，滨海也有盐土、沼泽土分布。而三江平原主要是草甸土、沼泽和及黑土。
东北平原之黑土和黑钙土，土层深厚，结构好，肥力高，耕地广阔，被誉为“土中之王”，是世界三大肥沃黑土区之一。